# Pseudolacazina
Pseudolacazina es un género de foraminífero bentónico de la familia Fabulariidae, de la superfamilia Alveolinoidea, del suborden Miliolina y del orden Miliolida. Su especie tipo es Pseudolacazina hottingeri. Su rango cronoestratigráfico abarca el Biarritziense (Eoceno medio).

## Clasificación
Pseudolacazina incluye a las siguientes especies:
- Pseudolacazina cantabrica †
- Pseudolacazina donatae †
- Pseudolacazina hottingeri †
- Pseudolacazina loeblichi †
- Pseudolacazina oeztemueri †